# 요하네스 에게슈타인
요하네스 에게슈타인(독일어: Johannes Eggestein, 1998년 5월 8일 ~ )는 독일의 축구 선수이며 현재 소속팀은 아우스트리아 빈이다. 포지션은 공격수이다. 그의 아버지는 독일의 축구선수였던 카를 에게슈타인이며, 형은 SC 프라이부르크에서 플레이 중인 막시밀리안 에게슈타인이다.

## 클럽 경력
TSV 슈로스 리클링겐을 거쳐 아버지의 소속팀이었던 TSV 하펠제에서 플레이하며 축구를 배워가던 에게슈타인은 2013년 베르더 브레멘 유소년팀으로 이적했다. 브레멘 유소년팀에서 플레이 한 3시즌 동안 79경기에 출전해 80골을 터뜨리며 3시즌 모두 득점왕을 차지했고, 이 활약을 바탕으로 2016년 6월, 그의 첫번째 프로 계약을 원 소속팀인 베르더 브레멘과 맺었으며 계약기간은 3년이었다.

## 국가대표 경력
2012년 독일 U-15 대표팀을 시작으로 각 연령대별 대표팀을 거쳤고, 2015년 칠레에서 열렸던 FIFA U-17 월드컵의 주전 공격수로 출전하며 실버부트(득점 2위)를 차지하기도 했다.

## 수상 경력
- U-17 분데스리가(B-Jugend-Bundesliga) 득점왕 : 2014, 2015
- U-19 분데스리가(A-Jugend-Bundesliga) 득점왕 : 2016
- FIFA U-17 월드컵 실버부트 : 2015